# Edelkirchen
Edelkirchen ist eine Hofschaft in Halver im Märkischen Kreis im Regierungsbezirk Arnsberg in Nordrhein-Westfalen (Deutschland).

## Lage und Beschreibung
Edelkirchen liegt nordwestlich des Halveraner Hauptortes auf 410 über Normalnull auf einem Höhenzug zwischen den Tälern des Löhbachs und des Rehbrauckbachs, beides Zuflüsse der Ennepe. Der Ort ist über eine Nebenstraßen erreichbar, die von Landesstraße 528 abzweigt. Nachbarorte sind Becke, Neuenvahlefeld, Brenscheid, Lingensiepen, Auf den Kuhlen, Löhbach, Krause Buche und Rothenbruch mit dem Nordeler Schleifkotten.

## Geschichte
Das Frei- und Rittergut Edelkirchen und die dazugehörige Edelkircher Kapelle wurden erstmals 1096 urkundlich erwähnt, die Entstehungszeit der Siedlung durch sugambrische Volksstämme ist vermutlich um den Beginn der christlichen Zeitrechnung zu datieren. Edelkirchen ist somit einer der drei ältesten Siedlungsplätze in Halver. Die Edelkircher Kapelle wurde vermutlich im 7. Jahrhundert errichtet.
Im Mittelalter war Edelkirchen sehr wahrscheinlich ein mit einem Wassergraben gesicherter Gräften- und Herrenhof. Allerdings ist kein besonderes Herrenhaus überliefert. Das Umfeld von Edelkirchen war im Frühmittelalter königlicher Sonderbesitz, ein sogenannter Sondern oder Sundern. Dieser Umstand hat sich im Namen der benachbarten Hofschaft Sundern, der ein Abspliss von Edelkirchen war, noch erhalten. Edelkirchen wurde wie Lausberge vom König dem Erzbischof von Köln geschenkt, der es wiederum im Jahr 1096 an die Abtei Siegburg übertrug.
Edelkirchen ist der Stammsitz des Adelsgeschlechts Edelkirchen. Die Erwähnung des Geschlechts um 1370 als Eydelinckhusen belegt die -inghausen Form einer früheren Bezeichnung des Ortes. Reichhaltige archäologische Funde aus der Jung- und der Mittelsteinzeit (Rennöfen, Siedlungsreste), sowie aus dem 10. bis 16. Jahrhundert (Keramiken) lassen darüber hinaus auf eine sehr frühe und kontinuierliche Besiedlung schließen. Zahlreiche Urkunden des 11. bis zum 19. Jahrhundert belegen die reichhaltige Geschichte des Adelshauses und der Hofschaft.
Als Edelkirchen sich im 15./16. Jahrhundert zu einem Rittergut entwickelte besaß der Hof eine Größe von ca. 850 Morgen.
1818 lebten 15 Einwohner im Ort. 1838 gehörte Edelkirchen der Kamscheider Bauerschaft innerhalb der Bürgermeisterei Halver an. Der laut der Ortschafts- und Entfernungs-Tabelle des Regierungs-Bezirks Arnsberg als Landgut bezeichnete Ort besaß zu dieser Zeit zwei Wohnhäuser und fünf landwirtschaftliche Gebäude. Zu dieser Zeit lebten 14 Einwohner im Ort, allesamt evangelischen Glaubens.
Das Gemeindelexikon für die Provinz Westfalen von 1887 gibt eine Zahl von 63 Einwohnern an, die in acht Wohnhäusern lebten.
Seit dem Mittelalter (nach anderen Angaben seit frühgeschichtlicher Zeit) befand sich östlich von Edelkirchen eine bedeutende Altstraße, der Handels-, Pilger- und Heerweg zwischen Hagen und Siegen, die heutige Landesstraße L528.